# Sygryda Storråda
Sygryda Storråda (szw. Sigrid, z przydomkiem Storråda, „Dumna”), utożsamiana przez część historyków z Gunhildą (Gunhild), znaną w polskiej historiografii pod zrekonstruowanym imieniem Świętosława (ur. prawd. między 960 a 972, zm. po 1016) – królowa szwedzka, duńska, norweska i angielska, żona Swena Widłobrodego i Eryka Zwycięskiego oraz matka królów Haralda Svenssona i Kanuta Wielkiego. Według jednych źródeł córka szwedzkiego wodza Skagula Tostea, według innych córka księcia polskiego Mieszka I i siostra Bolesława Chrobrego. Jej tożsamość jest przedmiotem dyskusji historyków.

## Kwestia historyczności
„Świętosława” jest postacią, która pojawia się bezimiennie lub pod innymi imionami w nordyckich sagach oraz zapiskach i kronikach historycznych (Thietmar z Merseburga, Adam z Bremy). Nie jest do końca pewne, czy żyła naprawdę, czy też postać ta jest połączeniem kilku innych kobiet żyjących w tamtym okresie. 
Część historyków uważa, że druga żona Swena Widłobrodego Sygryda Storråda, która była córką szwedzkiego wodza Skagula Tostea, została błędnie utożsamiona przez Oswalda Balzera z pierwszą żoną Swena, Gunhildą, księżniczką słowiańską, córką Mieszka I. Warto zauważyć, że sagi konsekwentnie odróżniają obie żony Swena, a tylko Gunhildę opisują jako jedną z córek władcy Słowian Burysława (Burisleif), tożsamego zapewne z Mieszkiem I.
Słowiańskie imię Gunhildy, jeśli nawet istniało, nie jest poświadczone w żadnym źródle. Na początku XX wieku historycy zaproponowali zrekonstruowane imię „Świętosława”, ponieważ tak nazywała się jej córka a siostra Kanuta Wielkiego Świętosława duńska. Jednak według ustaleń Rafała Prinke „jest to bardzo daleko idąca i wątpliwa hipoteza. Z jednej strony bowiem w tradycji skandynawskiej istniało tabu nadawania imion osób żyjących, a szczególnie rodziców, z drugiej zaś – nawet przy założeniu możliwości złamania owego zakazu – nie ma żadnych przesłanek, by wnioskować, że imię córki musiała nosić również jej matka”.
Według tego historyka (który wyraźnie odróżnia Gunhildę, córkę Mieszka, od Sygrydy, córki Skagula) imię Świętosława mogła nosić raczej jej babka, a zatem matka Mieszka I, żona Siemomysła. Świętosława duńska otrzymałaby więc imię po swojej prababce, nie matce. Gunhilda Mieszkówna zaś, jeśli nie była córką Dobrawy, lecz na przykład niemieckiej żony Mieszka, Ody, mogła nosić tylko jedno niesłowiańskie imię, właśnie Gunhilda. Dodatkowym argumentem jest takie samo imię, które nosiła jej wnuczka Gunhilda słowiańska, która mogła być nazwana po zmarłej babce.
Również Jerzy Strzelczyk zwraca uwagę na problematyczność imienia córki Mieszka I i sugeruje, że imię Świętosława nosiła jedna z jego pogańskich żon: „W jednym ze źródeł angielskich zapisano imię siostry króla Kanuta, zatem córki Swena Widłobrodego i Piastówny jako „Santslaue”, co zdaniem historyków i językoznawców można odcyfrować jako „Świętosława”. Skoro córka nosiła takie imię to zapewne odziedziczyła je, jak się przypuszcza, po matce. Jeżeli jednak prawdą jest, że w Skandynawii panował zwyczaj nadawania jedynie imion osób zmarłych, wtedy trzeba by przyjąć, że matka owej Świętosławy nosiła inne (nieznane nam) imię, natomiast imię to zostało odziedziczone po babce – pogańskiej żonie Mieszka I, nie zaś po Dąbrówce.”

## Życie
Data urodzenia niepewna. Przyszła na świat między rokiem 960 a 972. Źródła nie mówią o imieniu jej matki. Nieznane są żadne informacje na temat jej dzieciństwa i wychowania.
Pomiędzy rokiem 980 a 984 ojciec wydał ją za Eryka Zwycięskiego, króla Szwecji. Najprawdopodobniej było to małżeństwo polityczne, wymierzone przeciw Danii, które miało umożliwić Mieszkowi umocnienie swej władzy na Pomorzu Zachodnim. Jedynymi znanymi dziećmi z tego małżeństwa byli Olof Skötkonung, późniejszy król Szwecji oraz Holmfryda Eriksdotter. Sygryda owdowiała około 995 roku. Olaf sprawował już wówczas pełnię władzy. Królowa doprowadziła w tym czasie do zawarcia sojuszu szwedzko-duńskiego wymierzonego przeciw Norwegii, pieczętując go swoim małżeństwem z królem Danii i Norwegii – Swenem Widłobrodym, który powrócił z wygnania. Małżeństwo to zostało zawarte około 996 roku. Z tego związku urodziło się co najmniej pięcioro dzieci, w tym dwaj kolejni duńscy królowie: Harald II Svensson i Kanut II Wielki oraz córki: Estryda oraz Świętosława. Gdy Swen około 1002 wypędził żonę, schroniła się ona u brata, Bolesława Chrobrego w Polsce. Swen w 1013 r. został królem Anglii. Po śmierci duńskiego króla Swena ich synowie Harald i Kanut przybyli do Polski, prosząc matkę, aby wróciła do Danii. Ostatnim pewnym faktem z jej życia jest powrót do Danii. Kanut w 1016 r. podbił Anglię. Prawdopodobnie matka towarzyszyła mu podczas jego panowania w Anglii, ponieważ źródła wskazują, że żyła jeszcze w 1016 r. Miejsce i data śmierci nieznane.

## Kroniki historyczne
Sagi nordyckie twierdzą, że Gunhilda była córką władcy słowiańskiego Burysława (być może Mieszka I lub któregoś z książąt pomorskich). Średniowieczne kroniki współczesne Sygrydzie pozwoliły na sformułowanie hipotezy, że mogła ona być córką Mieszka i Dobrawy. Kilka średniowiecznych kronik stoi na stanowisku, że matka Haralda II i Kanuta Wielkiego była Słowianką. Ten rodowód Sygrydy potwierdzają:
- Thietmar z Merseburga wspomina, że córka Mieszka I, a siostra Bolesława Chrobrego wyszła za mąż za Swena Widłobrodego i miała z nim dwóch synów, Haralda II i Kanuta Wielkiego. W przekazie tym nie ma jednak żadnej wzmianki na temat jej imienia. Thietmar miał prawdopodobnie największą wiedzę spośród wszystkich średniowiecznych kronikarzy na temat wydarzeń mu współczesnych, ponadto był dosyć dobrze zaznajomiony z sytuacją w Polsce i Danii w tamtym czasie.
- Adam z Bremy pisze, że polska księżniczka była żoną Eryka Zwycięskiego i matką Haralda II oraz Kanuta Wielkiego. Informacja ta jest uważana przez niektórych historyków za niepewną.
- Encomium Emmae Reginae zawiera wzmiankę, że Kanut Wielki i jego brat przybyli na ziemie Słowian po swoją matkę, żeby zabrać ją z powrotem do Danii. Informacja ta nie przesądza tego, że Sygryda wywodziła się z plemion słowiańskich, jednak kronika mocno to sugeruje.
- Liber vitae of the New Minster and Hyde Abbey Winchester zawiera zapis mówiący, że siostra króla Kanuta nosiła imię Santslaue (Santslaue soror CNVTI regis nostri), które bez wątpienia jest imieniem słowiańskim. J. Steenstrup sugeruje, że siostra Kanuta została tak nazwana po swojej matce, stąd hipoteza, że słowiańską wersją imienia Sygryda jest Świętosława. To stwierdzenie pokrywa się z tezą, jakoby Sygryda była córką Mieszka.

Twierdzenie, że matką Kanuta była siostra Bolesława Chrobrego wyjaśnia kilka zagadkowych zapisów w średniowiecznych kronikach, jak choćby to, że polscy wojownicy brali udział w podboju Anglii.
Pogląd jakoby imię Świętosławy było zmieniane dwukrotnie jest mało prawdopodobny. Tylko skandynawskie źródła nazywają ją Sygrydą Storrådą. Imię Gunhilda zostało jej nadane, gdyż Świętosława było trudne do wymówienia w języku duńskim. Jednakże niektórzy historycy podają w wątpliwość fakt, aby autorzy sag, żyjący kilka pokoleń po opisywanych wydarzeniach mieli tak szczegółową wiedzę na temat jej imienia. Świętosława występuje w sagach pod imieniem Sygryda prawdopodobnie dlatego, że osoby je spisujące miały trudności z wymówieniem i zapisaniem tego trudnego imienia.

## Szwedzkie źródła
Według nordyckich sag, a więc utworów po części historycznych, po części fantastycznych, Sygryda była córką szwedzkiego wikinga Skagula Tostea. Poślubiła króla Szwecji Eryka Zwycięskiego, z którym miała syna Olofa Skötkonunga. Rozwiodła się z nim, a w lenno otrzymała Götalandię. Już po śmierci Eryka wyszła ponownie za mąż za króla Danii Swena Widłobrodego.
Duński historyk Saxo Gramatyk potwierdza część informacji zawartych w sagach, pisząc, że wdowa po Eryku Zwycięskim wyszła za Swena Widłobrodego po tym, jak odrzuciła zaloty Olafa Trygvassona.

### Odmowa małżeństwa z Olafem Tryggvasonem

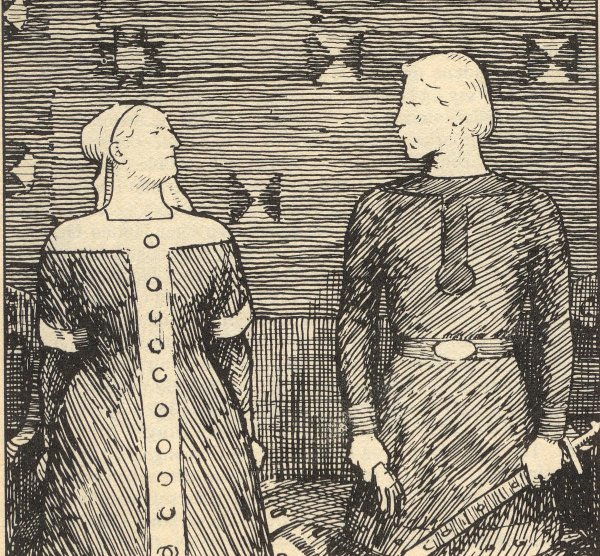
Sygryda Storråda odmawia Olafowi Tryggvasonowi

Według Pawła Jasienicy Świętosława kochała się w Olafie Tryggvasonie. Odtrącił ją, co stało się przyczyną intrygi, która zakończyła się jego śmiercią w bitwie pod Svold.

### Przydomek „Storråda”
Storråda oznacza osobę mocną w słowach, dumną. Sygryda otrzymała ten skandynawski przydomek, kiedy spaliła żywcem króla Vestfoldii Haralda Grenske, aby przestrzec innych „mało ważnych” królów przed proponowaniem jej małżeństwa.

## Polskie źródła
Brak polskich źródeł potwierdzających historyczność Świętosławy – Sygrydy. Nie wiemy, czy Mieszko I miał córkę. Nie wspominają o tym żadne zachowane źródła pisane.

## Rodzina

### Małżeństwa i potomstwo
Sygryda Storråda była dwukrotnie mężatką. Z pierwszym mężem, Erykiem Zwycięskim (ur. ok. 945, zm. 995), miała dwoje dzieci:
- Olofa I Skötkonunga (ur. ok. 980, zm. 1021/1022) – króla Szwecji,
- Holmfrydę (ur. ?, zm. ?) – córkę.

Z drugim mężem, Svenem Widłobrodym (ur. w okr. 950–960, zm. 2 lub 3 II 1014), miała czworo dzieci:
- Haralda II Svenssona (ur. ?, zm. 1018) – regenta i króla Danii,
- Kanuta Wielkiego (ur. 996/997, zm. 12 XI 1035) – króla Danii i Norwegii,
- Estrydę Małgorzatę (ur. 995, zm. 9 V w okr. 1057–1073) – żonę jarla Ulfa Torgilssona,
- Świętosławę (ur. w okr. 995–999, zm. zap. po 1031) – żonę księcia słowiańskiego Wyrtgeorna.

### Genealogia
| Siemomysł ur. IX/Xw. zm. w okr. 950–960 | Siemomysł ur. IX/Xw. zm. w okr. 950–960 |                                           |                                           | NN ur. ? zm. ? | NN ur. ? zm. ? |  |  | Bolesław I Srogi ur. po 903 zm. 15 VII 972 | Bolesław I Srogi ur. po 903 zm. 15 VII 972 |                                 |                                 | Biagota (?) ur. ? zm. ? | Biagota (?) ur. ? zm. ? |
|                                         |                                         |                                           |                                           |                |                |  |  |                                            |                                            |                                 |                                 |                         |                         |
|                                         |                                         |                                           |                                           |                |                |  |  |                                            |                                            |                                 |                                 |                         |                         |
|                                         |                                         | Mieszko I ur. w okr. 922–945 zm. 25 V 992 | Mieszko I ur. w okr. 922–945 zm. 25 V 992 |                |                |  |  |                                            |                                            | Dobrawa (?) ur. ok. 930 zm. 977 | Dobrawa (?) ur. ok. 930 zm. 977 |                         |                         |
|                                         |                                         |                                           |                                           |                |                |  |  |                                            |                                            |                                 |                                 |                         |                         |
|                                         |                                         |                                           |                                           |                |                |  |  |                                            |                                            |                                 |                                 |                         |                         |
|                                         |                                         |                                           |                                           |                |                |  |  |                                            |                                            |                                 |                                 |                         |                         |

|                                                 |                                             | 1 Eryk Zwycięski ur. ok. 945 zm. 995 OO 980–984 | 1 Eryk Zwycięski ur. ok. 945 zm. 995 OO 980–984 | Sygryda Storråda (Świętosława) (ur. 960–972, zm. po 1016) | Sygryda Storråda (Świętosława) (ur. 960–972, zm. po 1016) | 2 Swen Widłobrody ur. w okr. 950–960 zm. 2 lub 3 II 1014 OO 996 | 2 Swen Widłobrody ur. w okr. 950–960 zm. 2 lub 3 II 1014 OO 996 |                                                     |                                                     |
|                                                 |                                             |                                                 |                                                 |                                                           |                                                           |                                                                 |                                                                 |                                                     |                                                     |
|                                                 |                                             |                                                 |                                                 |                                                           |                                                           |                                                                 |                                                                 |                                                     |                                                     |
|                                                 | 1                                           |                                                 | 1                                               |                                                           | 2                                                         |                                                                 | 2                                                               |                                                     | 2                                                   |
| Olof I Skötkonung ur. ok. 980 zm. 1021/1022     | Olof I Skötkonung ur. ok. 980 zm. 1021/1022 | Holmfryda ur. ? zm. ?                           | Holmfryda ur. ? zm. ?                           | Harald I Svensson ur. ? zm. 1018                          | Harald I Svensson ur. ? zm. 1018                          | Kanut Wielki ur. 996/997 zm. 12 XI 1035                         | Kanut Wielki ur. 996/997 zm. 12 XI 1035                         | Estryda Małgorzata ur. 995 zm. 9 V w okr. 1057–1073 | Estryda Małgorzata ur. 995 zm. 9 V w okr. 1057–1073 |
|                                                 | 2                                           |                                                 |                                                 |                                                           |                                                           |                                                                 |                                                                 |                                                     |                                                     |
| Świętosława ur. w okr. 995–999 zm. zap. po 1031 |                                             |                                                 |                                                 |                                                           |                                                           |                                                                 |                                                                 |                                                     |                                                     |

## Sygryda w kulturze

### Poezja, proza, sagi
Henry Wadsworth Longfellow napisał poemat pod tytułem Królowa Sygryda Storråda, którego pierwsze wersy to:
Królowa Sygryda Storråda usiadła dumnie i wysoko

W komnacie, z której spoglądała na łąkę i zagrodę.

O serce najdroższe,

Czemu ogarnia cię żal taki?
Karen Blixen w krótkim opowiadaniu Potop w Norderney wydanym w zbiorze Siedem niesamowitych opowieści opisuje jak Sygryda zaprosiła do domu konkurentów do swojej ręki i spaliła ich żywcem, aby zniechęcić innych zalotników.
Ponadto uwieczniono ją w kilku sagach, w tym w XII-wiecznej, jako jedną z osób, które doprowadziły do śmierci króla Norwegii Olafa Tryggvassona.
Powieści jej poświęcone to:
- Elżbieta Cherezińska, tom I Harda, tom II Królowa
- Maria Rawska-Mrożkiewicz, Świętosława: Córka Mieszka I, żona, matka skandynawskich Konungów
- Jest jedną z głównych postaci Sagi o Jarlu Broniszu Jana Władysława Grabskiego.
- Agata Stopa, Świętosława – królowa wikingów[7]